# Kropsfedtmåler
En kropsfedtmåler er et måleinstrument til at bestemme mængden af fedt i kroppen. I daglig tale ofte blot omtalt som fedtmåler.
En kropsfedtmåler adskiller sig fra de professionelle metoder som hydrostatisk vejning, CT-scanning og specielle målinger med Røngtenstråling til bestemmelse af mængden af kropsfedt ved at være billige, let tilgængelige og i praksis ufarlige. Til gengæld er de ikke så præcise, men brugt rigtigt kan de være en indikator for om éns mængde af kropsfedt er stigende, faldende eller status quo.
Der er to typer af fedtmålere. Den elektriske, der benytter bioelektrisk impedansanalyse og den optiske, der benytter sig af infrarøde målinger.
Fælles for dem begge er, at for at apparatet kan komme med et bud på fedtmængden skal brugeren have indtastet alder, højde, vægt og køn. Årsagen er, at kroppen over tid forandrer sig selvom man stadig godt have den samme mængde fedt og det skal apparatet korrigere for. Endvidere er de i større eller mindre grad følsomme for den mængde vand man har i kroppen, hvor meget man har spist, drukket, lige motioneret etc. For at man skal kunne bruge målingerne til noget anbefales det derfor at de altid udføres under sammenlignelige forhold. F.eks. når man står op om morgenen.

## Den elektriske
Den elektriske er den type, man oftest ser til hjemmebrug. Den benytter sig af bioelektrisk impedansanalyse. Målingen foretages med en meget svag strøm, som sendes gennem en del af kroppen. Strømmen er vekselstrøm med en høj frekvens. Apparatet måler på forskellige parametre, bl.a. faseforskydning og de mere avancerede med flere målepunkter også modstanden. Repetitionsnøjagtigheden selv for dem med kun to målepunkter er overraskende stor næsten uanset hvor kraftigt man holder på apparatet.
Der er grundlæggende to varianter af den elektriske fedtmåler. Én til overkroppen og den til underkroppen. Fælles er, at de kun er retvisende for hele kroppen hvis man har lige mængde fedtprocent i over- hhv. underkrop. Den til overkroppen holdes i hænderne mens den til underkroppen er til at stå på og så godt som altid er kombineret med en badevægt. Kombineret med en badevægt behøver brugeren ikke selv indtaste vægten, da den måles direkte.
Hvad angår sikkerheden er der for almindelige mennesker ingen risiko, da strømstyrken der måles med er meget svag, i mange tilfælde endda langt svagere end de påvirkninger man udsættes for ved alm. håndtering af forbrugerbatterier. Dog anbefaler producenterne, at man ikke benytter apparaterne, hvis man har fået indopereret en pacemaker.
|  |  |  |

## Den optiske
Den optiske måler med nær infrarødt lys. Princippet bygger på at muskelvæv reflekterer lys med bestemt bølgelængde mens fedtvæv absorberer lyset. Modsat den elektriske kan den optiske bruges over hele kroppen og målingen er kun gyldig for det punkt, hvor målingen er foretaget. Til referencemålinger benyttes dog ofte en måling på overarmsmusklen, biceps.
Målinger med optisk princip er non-invasive, sikre og kan benyttes af alle.